# Svetina
Svetina  je vaško naselje v Občini Štore.
V vasi stoji božjepotna cerkev Marije Snežne s konca 15. stoletja, ki je reprezentančna taborska stavba z osemerokotnim zvonikom in obrambnim stolpom. Na oboku prezbiterija so poznogotske freske. V bližini marijine cerkve stoji kapela sv. Križa iz 15. stoletja, v kateri so med nedavno obnovo prav tako odkrili freske, ki pa še niso bile strokovno raziskane.
Na vaškem pokopališču je pokopana Alma Karlin, svetovna popotnica in etnografinja.

## Prebivalstvo
Etnična sestava 1991:
- Slovenci: 107 (99,1 %)
- Hrvati: 1